# 卡諾瓦 (新墨西哥州)
卡諾瓦（英語：Canova）是位於美國新墨西哥州里奧阿里巴縣的普查規定居民點。

## 人口
根據2020年美國人口普查的數據，卡諾瓦的面積為2.24平方千米，當中陸地面積為2.19平方千米，而水域面積為0.05平方千米。當地共有人口102人，而人口密度為每平方千米45.54人。